# LEN Champions League
La LEN Champions League è il massimo torneo maschile pallanuotistico europeo riservato a squadre di club.
Nato come European Cup, il trofeo ha assunto la denominazione di Champions League nella stagione 1996-1997 e in seguito di Euroleague (nota in Italia come Eurolega) a partire dal 2003-2004. Nella stagione 2011-2012 è tornato ad assumere la denominazione di LEN Champions League.
La prima edizione ha avuto luogo durante la stagione 1963-64 ed ha visto affermarsi i serbi del Partizan Belgrado.
Le squadre di Croazia, Montenegro e Serbia hanno giocato per la Jugoslavia fino all'estate del 1991. Il Montenegro e la Serbia hanno giocato per la Federazione Serbia e Montenegro (sotto il nome FR Jugoslavia, fino al 2003) fino all'estate del 2006. Le squadre della Russia hanno giocato per l'URSS fino al 1991/92.

## Formula
La competizione vede la partecipazione di 34 squadre totali, qualificate in base ai risultati ottenuti l'anno precedente nel rispettivo campionato nazionale. Ogni federazione ha il diritto ad iscrivere un numero di squadre diverso in base alla rilevanza del proprio campionato nazionale; il massimo di team per nazione è di 3, e attualmente hanno questo privilegio le federazioni di Croazia, Grecia, Italia, Montenegro, Russia, Serbia, Spagna e Ungheria. Altre federazioni, poste un gradino più sotto, hanno diritto a 2 squadre (Francia, Germania e Turchia) mentre le federazioni olandese, polacca, rumena, slovacca e ucraina possono iscrivere una sola squadra. Tutti gli altri campionati europei non sopracitati non hanno diritto di essere rappresentati nell'Eurolega.
La competizione è suddivisa in tre fasi a gironi a cui segue la fase ad eliminazione diretta, che prevede quarti di finale, semifinali e finale. Le prime due fasi a gironi vedono la disputa di una sola partita contro ciascuna delle altre squadre del proprio girone, essendo dei veri e propri concentramenti: ogni girone si disputa infatti in una sola città, scelta prima dell'inizio della manifestazione. La terza fase (o turno preliminare) non prevede invece alcun concentramento, e i 4 gironi si giocano ad andata e ritorno. Nei Quarti di finale le otto qualificate vengono nuovamente divise in due gironi, che si disputano anch'essi su gare di andata e ritorno. Le prime due classificate dei gironi dei quarti accedono alla Finale a quattro.
Alla prima fase prendono parte solo 18 delle 34 squadre totali. Infatti le prime due squadre degli otto principali campionati europei sono esentate da tale fase: le seconde entrano in gioco a partire dalla seconda fase, mentre i campioni nazionali godono del beneficio di partire dalla terza fase.

## Albo d'oro
| Stagione         | Campione                              | Campione                              | Secondo posto                         | Secondo posto                         |
| ---------------- | ------------------------------------- | ------------------------------------- | ------------------------------------- | ------------------------------------- |
| European Cup     |                                       |                                       |                                       |                                       |
| 1963-64          | Partizan                              | YUG                                   | Dinamo Mosca                          | URS                                   |
| 1964-65          | Pro Recco                             | ITA                                   | Partizan                              | YUG                                   |
| 1965-66          | Partizan                              | YUG                                   | Dinamo Magdeburgo                     | DDR                                   |
| 1966-67          | Partizan                              | YUG                                   | Pro Recco                             | ITA                                   |
| 1967-68          | Mladost                               | YUG                                   | Dinamo Bucarest                       | ROU                                   |
| 1968-69          | Mladost                               | YUG                                   | Dinamo Mosca                          | URS                                   |
| 1969-70          | Mladost                               | YUG                                   | Pro Recco                             | ITA                                   |
| 1970-71          | Partizan                              | YUG                                   | Mladost                               | YUG                                   |
| 1971-72          | Mladost                               | YUG                                   | Pro Recco                             | ITA                                   |
| 1972-73          | Orvosegyetem                          | HUN                                   | Partizan                              | YUG                                   |
| 1973-74          | Mosca GU                              | URS                                   | Orvosegyetem                          | HUN                                   |
| 1974-75          | Partizan                              | YUG                                   | Orvosegyetem                          | HUN                                   |
| 1975-76          | Partizan                              | YUG                                   | Vasas                                 | HUN                                   |
| 1976-77          | CSK VMF Mosca                         | URS                                   | Zian                                  | NLD                                   |
| 1977-78          | Canottieri Napoli                     | ITA                                   | CSK VMF Mosca                         | URS                                   |
| 1978-79          | Orvosegyetem                          | HUN                                   | Montjuïc                              | ESP                                   |
| 1979-80          | Vasas                                 | HUN                                   | Partizan                              | YUG                                   |
| 1980-81          | Jug Dubrovnik                         | YUG                                   | Spandau                               | FRG                                   |
| 1981-82          | Barcellona                            | ESP                                   | Spandau                               | FRG                                   |
| 1982-83          | Spandau                               | FRG                                   | Dinamo Alma-Ata                       | URS                                   |
| 1983-84          | Pro Recco                             | ITA                                   | Alphen                                | NLD                                   |
| 1984-85          | Template:Rari Nantes Sori             | ITA                                   | CSK VMF Mosca                         | URS                                   |
| 1985-86          | Spandau                               | FRG                                   | Vasutas                               | HUN                                   |
| 1986-87          | Spandau                               | FRG                                   | Dinamo Mosca                          | URS                                   |
| 1987-88          | Pescara                               | ITA                                   | Spandau                               | FRG                                   |
| 1988-89          | Spandau                               | FRG                                   | Catalunya                             | ESP                                   |
| 1989-90          | Mladost                               | YUG                                   | Spandau                               | FRG                                   |
| 1990-91          | Mladost                               | YUG                                   | Canottieri Napoli                     | ITA                                   |
| 1991-92          | Jadran Spalato                        | HRV                                   | Savona                                | ITA                                   |
| 1992-93          | Jadran Spalato                        | HRV                                   | Mladost                               | HRV                                   |
| 1993-94          | Újpest                                | HUN                                   | Catalunya                             | ESP                                   |
| 1994-95          | Catalunya                             | ESP                                   | Újpest                                | HUN                                   |
| 1995-96          | Mladost                               | HRV                                   | Újpest                                | HUN                                   |
| Champions League |                                       |                                       |                                       |                                       |
| 1996-97          | Posillipo                             | ITA                                   | Mladost                               | HRV                                   |
| 1997-98          | Posillipo                             | ITA                                   | Pescara                               | ITA                                   |
| 1998-99          | POŠK                                  | HRV                                   | Bečej                                 | YUG                                   |
| 1999-00          | Bečej                                 | YUG                                   | Mladost                               | HRV                                   |
| 2000-01          | Jug Dubrovnik                         | HRV                                   | Olympiakos                            | GRC                                   |
| 2001-02          | Olympiakos                            | GRC                                   | Honvéd                                | HUN                                   |
| 2002-03          | Pro Recco                             | ITA                                   | Honvéd                                | HUN                                   |
| Eurolega         |                                       |                                       |                                       |                                       |
| 2003-04          | Honvéd                                | HUN                                   | Jadran H.N.                           | SCG                                   |
| 2004-05          | Posillipo                             | ITA                                   | Honvéd                                | HUN                                   |
| 2005-06          | Jug Dubrovnik                         | HRV                                   | Pro Recco                             | ITA                                   |
| 2006-07          | Pro Recco                             | ITA                                   | Jug Dubrovnik                         | HRV                                   |
| 2007-08          | Pro Recco                             | ITA                                   | Jug Dubrovnik                         | HRV                                   |
| 2008-09          | Primorac                              | MNE                                   | Pro Recco                             | ITA                                   |
| 2009-10          | Pro Recco                             | ITA                                   | Primorac                              | MNE                                   |
| 2010-11          | Partizan                              | SRB                                   | Pro Recco                             | ITA                                   |
| Champions League |                                       |                                       |                                       |                                       |
| 2011-12          | Pro Recco                             | ITA                                   | Primorje                              | HRV                                   |
| 2012-13          | Stella Rossa                          | SRB                                   | Jug Dubrovnik                         | HRV                                   |
| 2013-14          | Barceloneta                           | ESP                                   | Radnički                              | SRB                                   |
| 2014-15          | Pro Recco                             | ITA                                   | Primorje                              | HRV                                   |
| 2015-16          | Jug Dubrovnik                         | HRV                                   | Olympiakos                            | GRC                                   |
| 2016-17          | Szolnok                               | HUN                                   | Jug Dubrovnik                         | HRV                                   |
| 2017-18          | Olympiakos                            | GRC                                   | Pro Recco                             | ITA                                   |
| 2018-19          | Ferencváros                           | HUN                                   | Olympiakos                            | GRC                                   |
| 2019-20          | annullata per la Pandemia di COVID-19 | annullata per la Pandemia di COVID-19 | annullata per la Pandemia di COVID-19 | annullata per la Pandemia di COVID-19 |
| 2020-21          | Pro Recco                             | ITA                                   | Ferencváros                           | HUN                                   |
| 2021-22          | Pro Recco                             | ITA                                   | Novi Beograd                          | SRB                                   |
| 2022-23          | Pro Recco                             | ITA                                   | Novi Beograd                          | SRB                                   |
| 2023-24          | Ferencváros                           | HUN                                   | Pro Recco                             | ITA                                   |
| 2024-25          | Ferencváros                           | HUN                                   | Novi Beograd                          | SRB                                   |

## Vittorie per club
Aggiornato dopo l'edizione 2024-2025.
| Pos. | Squadra                 | Vittorie | Anni                                                             |
| ---- | ----------------------- | -------- | ---------------------------------------------------------------- |
| 1    | Pro Recco (ITA)         | 11       | 1965, 1984, 2003, 2007, 2008, 2010, 2012, 2015, 2021, 2022, 2023 |
| 2    | Partizan (SRB)          | 7        | 1964, 1966, 1967, 1971, 1975, 1976, 2011                         |
| 2    | Mladost (CRO)           | 7        | 1968, 1969, 1970, 1972, 1990, 1991, 1996                         |
| 4    | Spandau (GER)           | 4        | 1983, 1986, 1987, 1989                                           |
| 4    | Jug Dubrovnik (CRO)     | 4        | 1981, 2001, 2006, 2016                                           |
| 6    | Posillipo (ITA)         | 3        | 1997, 1998, 2005                                                 |
| 6    | Ferencváros (HUN)       | 3        | 2019, 2024, 2025                                                 |
| 8    | Orvosegyetem (HUN)      | 2        | 1973, 1979                                                       |
| 8    | Vasas (HUN)             | 2        | 1980, 1985                                                       |
| 8    | Jadran Spalato (CRO)    | 2        | 1992, 1993                                                       |
| 8    | Olympiakos (GRE)        | 2        | 2002, 2018                                                       |
| 12   | Mosca GU (RUS)          | 1        | 1974                                                             |
| 12   | CSK VMF Mosca (RUS)     | 1        | 1977                                                             |
| 12   | Canottieri Napoli (ITA) | 1        | 1978                                                             |
| 12   | Barcellona (ESP)        | 1        | 1982                                                             |
| 12   | Pescara (ITA)           | 1        | 1988                                                             |
| 12   | Újpest (HUN)            | 1        | 1994                                                             |
| 12   | Catalunya (ESP)         | 1        | 1995                                                             |
| 12   | POŠK (CRO)              | 1        | 1999                                                             |
| 12   | Bečej (SRB)             | 1        | 2000                                                             |
| 12   | Honvéd (HUN)            | 1        | 2004                                                             |
| 12   | Primorac (MNE)          | 1        | 2009                                                             |
| 12   | Stella Rossa (SRB)      | 1        | 2013                                                             |
| 12   | Barceloneta (ESP)       | 1        | 2014                                                             |
| 12   | Szolnok (HUN)           | 1        | 2017                                                             |

## Vittorie per nazione
Aggiornato dopo l'edizione 2024-2025. Sono indicate in corsivo le nazioni non più esistenti.
| Pos. | Nazione             | Vittorie | Secondi posti | Tot. finali |
| ---- | ------------------- | -------- | ------------- | ----------- |
| 1    | Italia              | 16       | 11            | 27          |
| 2    | Jugoslavia          | 13       | 4             | 17          |
| 3    | Ungheria            | 10       | 10            | 20          |
| 4    | Croazia             | 7        | 9             | 16          |
| 5    | Germania            | 4        | 5             | 9           |
| 6    | Spagna              | 3        | 3             | 6           |
| 7    | Unione Sovietica    | 2        | 6             | 8           |
| 8    | Grecia              | 2        | 3             | 5           |
| 9    | Serbia              | 2        | 3             | 5           |
| 10   | Serbia e Montenegro | 1        | 2             | 3           |
| 11   | Montenegro          | 1        | 1             | 2           |
| 12   | Paesi Bassi         | 0        | 2             | 2           |
| 13   | Romania             | 0        | 1             | 1           |